# اس‌ان ۲۰۰۶جی‌وای

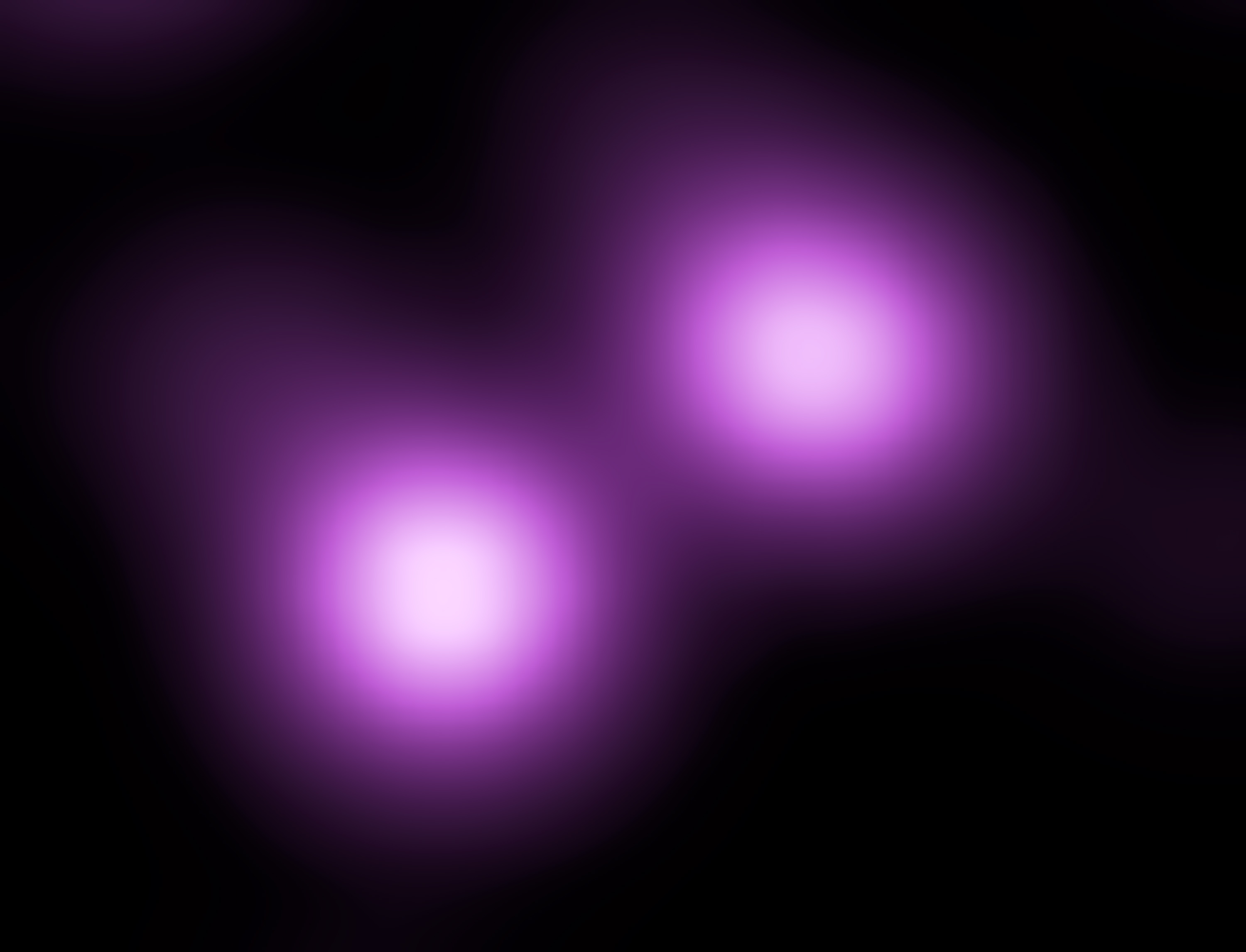
تصویر تلسکوپ چاندرا از اس‌ان ۲۰۰۶جی‌وای

SN ۲۰۰۶gy wابرنواختری با درخشش بسیار زیاد است که حتی به عنوان فرانواختر شناخته نیز می‌شود، که در ۱۸ سپتامبر ۲۰۰۶ کشف شد. توسط رابرت کویمبی و پی. مندل  و چندین بار توسط رصدخانه‌های چاندرا و کک مورد برررسی قرار گرفت. در ۷ مه ۲۰۰۷ ناسا به آن لقب «درخشان‌ترین ابرنواختر تاکنون دیده شده» داد. مجله تایم این کشف را به عنوان سومین کشف علمی سال ۲۰۰۷ انتخاب کرد.
گمان می‌رود ستاره‌ای با جرم ۱۱۰ جرم خورشیدی باعث ابرنواختری که ۱۰۰ برابر یک ابرنواختر معمولی قدرت داشت شده‌باشد.
این ابرنواختر در فوریه ۲۰۰۸ یک انفجار خفیف دیگر داشت.